# Liliana Ventricelli
Cecilia Ventricelli detta Liliana (Altamura, 12 gennaio 1986) è una politica italiana del Partito Democratico. È stata eletta deputata nelle elezioni del 2013 e ha rivestituto la carica di deputata durante tutta la XVII legislatura della Repubblica Italiana. Ha concluso il suo mandato a marzo del 2018.

## Biografia
Liliana Ventricelli nasce ad Altamura il 12 gennaio 1986. Dopo aver conseguito il diploma presso il liceo classico Luca de Samuele Cagnazzi di Altamura, si iscrive alla facoltà di giurisprudenza dell'Università di Bari. Anche grazie alla sua esperienza di rappresentante di istituto al liceo, si avvicina alla politica.
Si iscrive al Partito Democratico nel 2008 e nel 2009 diventa segretaria del circolo dei Giovani Democratici di Altamura. Dal 2010 entra a far parte dell'esecutivo cittadino del Partito Democratico.
Ha sostenuto campagne importanti della sua città - Altamura - come quella per il referendum a favore dell'acqua pubblica e contro il nucleare.
Svolge il ruolo di responsabile della formazione politica provinciale della giovanile del partito.
A dicembre 2012 partecipa alle primarie per la scelta dei parlamentari del Partito Democratico, risultando la più suffragata della provincia di Bari con 3612 preferenze. A febbraio del 2013, all'età di 27 anni, viene eletta come deputata del Parlamento italiano.
Nel 2018 viene ricandidata alle elezioni politiche nel collegio uninominale di Altamura, non risultando eletta.